# Morinë
Morinë is een dorp in het oosten van Albanië, aan de grens met Kosovo. Aan de Kosovo-kant van de grens ligt Vërmica. Bij de gemeentelijke herindeling in 2015 werd het onderdeel van de deelgemeente Tërthore van Kukës. 
Morinë is een belangrijke halte op de snelweg die de Kosovaarse hoofdstad Pristina met Tirana en de Adriatische Zee verbindt. 